# Réserve naturelle de Poggio Tre Cancelli
La Réserve naturelle de Poggio Tre Cancelli ( italien : Riserva naturale Poggio Tre Cancelli) est une zone naturelle protégée au nord de la commune de Follonica dans la province de Grosseto en Toscane. Elle est aussi un site Natura 2000 depuis 1998
,

## Historique
En tant que Site d'intérêt Régional (SIR), Poggio Tre Cancelli est une Zone de protection spéciale, en raison de la presque couvert forestier continu et très peu de perturbations humaines. Il est entièrement inclus dans le système de zones protégées composé de la réserve naturelle et du parc interprovincial de Montioni, dans la province de Grosseto. La zone est également protégée en tant que ZPS 

## Faune
Le Circaète Jean-le-Blanc (Circaetus gallicus) est présent : bien représenté dans les environs du Parc interprovincial de Montioni, il est un possible nicheur au sein du site.